# Securigera (plante)
Genre
Securigera est un genre de plantes à fleurs dicotylédones de la famille des Fabaceae, sous-famille des Faboideae, originaire de l'Ancien Monde, qui comprend 13 espèces acceptées.
Ce genre regroupe des espèces précédemment classés dans le genre Coronilla.

## Liste d'espèces
Selon The Plant List (16 septembre 2018) :
- Securigera atlantica Boiss. & Reut.
- Securigera carinata Lassen
- Securigera charadzeae (Chinth. & Tschuchr.) Czerep.
- Securigera cretica (L.) Lassen
- Securigera elegans (Pancic) Lassen
- Securigera globosa (Lam.) Lassen
- Securigera grandiflora Lassen
- Securigera libanotica (Boiss.) Lassen
- Securigera orientalis (Mill.) Lassen
- Securigera parviflora (Desv.) Lassen
- Securigera securidaca (L.) Degen & Dorfl.
- Securigera somalensis (Thulin) Lassen
- Securigera varia (L.) Lassen